# Cladognathinus
Sous-genre
Cladognathinus est un sous-genre d'insectes coléoptères de la famille des Lucanidae, de la sous-famille des Lucaninae et du genre Prosopocoilus.

## Systématique
Le sous-genre Cladognathinus a été créé en 1953 par les entomologistes français Robert Didier (d) (1885-1977) et Séguy (1890-1985).

## Liste des espèces
Selon BioLib (29 novembre 2021) :
- Prosopocoilus decipiens (Parry, 1864)
- Prosopocoilus pasteuri Ritsema, 1892